# Fred Flintstone
Fred Flintstone (Fryderyk Joseph Flintstone) – główny bohater amerykańskiego serialu Flintstonowie. Występuje również w innych serialach jak Figle z Flintstonami.
Jaskiniowiec, który żyje w epoce kamienia w fikcyjnej miejscowości Skalisko. Funkcjonuje w czasach, w których dinozaury współżyły z jaskiniowcami i zastępowały im wersje współczesnych urządzeń, takich jak telefony, samochody i pralki. Jest oficjalnym i jedynym żywicielem w rodzinie Flinstonów. Jego żoną jest Wilma Flintstone, a córką Pebbles Flintstone. Najlepszymi przyjaciółmi  i sąsiadami Freda są Barney Rubble, z którym często się kłóci oraz Betty Rubble. Gdy jest zadowolony lub coś idzie po jego myśli, wydaje okrzyk „I Yabba Dabba Do!”. Ten słynny okrzyk stał się tematem pieśni Hoagy'ego Carmichaela, którą śpiewa w jednym z epizodów Flinstonów, a także został wykorzystany w piosence George’a Jonesa The King is Gone.
Osobowość Freda jest oparta na postaci Ralpha Kramdena z serialu The Honeymooners. Podobnie jak Ralph, Fred jest arogancki, ma tendencję do agresywnych zachowań (szczególnie do jego najlepszego przyjaciela Barneya, ilekroć ten popełni jakąś gafę), ciągle chce poprawić warunki życia swojej rodziny, jednak bez większego skutku. Pracuje jako operator brontokoparki w spółce wydobywania kamieni (ang. Slate Rock and Gravel Company w pierwotnej wersji, znanej również pod nazwą Rockhead and Quarry Cave Construction Company w pierwszych odcinkach). Jego hobby to poker, kręgle, bilard, golf, spacery wokół domu, wylegiwanie się w hamaku lub w basenie. W przypadku tych dwóch pierwszych zajęć, okazuje się być bardzo utalentowany, o czym świadczy epizod, w którym gra z matką Wilmy. Dodatkowo Fred zdobył mistrzostwa z umiejętności gry w kręgle; w jednym z odcinków zapisuje się na kurs baletowego tańca, aby poprawić swoje zdolności w grze. Fred razem z Barneyem był także lojalnym członkiem Wodnych Bawołów - prywatnego klubu, do którego kobiety nie mają wstępu, a ich członkostwo jest zabronione.